# Elena Kedros
Elena Kedros (...) è una scrittrice italiana che scrive sotto pseudonimo, nota principalmente per la serie fantasy Ragazze dell'Olimpo.
Prima di scrivere romanzi, Elena Kedros è stata sceneggiatrice di fumetti e videogiochi. Ad aprile 2014, inizia la pubblicazione di una nuova serie avente come protagonista una ragazza che è, in realtà, Robin Hood.

## Opere

### Ragazze dell'Olimpo
- Lacrime di cristallo, Arnoldo Mondadori Editore, 2008,  p. 248, ISBN 978-88-04-57519-1.
- Il potere dei sogni, Arnoldo Mondadori Editore, 2008,  p. 248, ISBN 978-88-04-58416-2.
- Prigioniero dell'Ade, Arnoldo Mondadori Editore, 2009,  p. 240, ISBN 978-88-04-58789-7.
- Il segreto svelato, 2009,  p. 32. Racconto contenuto in  La prima trilogia, Arnoldo Mondadori Editore, 2009,  p. 768, ISBN 978-88-04-59678-3.
- La fiamma degli Dei, Arnoldo Mondadori Editore, 2009,  p. 240, ISBN 978-88-04-59397-3.
- Il sorriso del traditore, Arnoldo Mondadori Editore, 2009,  p. 240, ISBN 978-88-04-59754-4.
- L'ultimo desiderio, Arnoldo Mondadori Editore, 2010,  p. 296, ISBN 978-88-04-60350-4.

### Le Eredi dell'Olimpo
- Il dono dei poteri, Arnoldo Mondadori Editore, 2012,  p. 292, ISBN 978-88-04-61338-1.
- Lo sguardo della pantera, Arnoldo Mondadori Editore, 2012,  p. 250, ISBN 978-88-04-61639-9.
- L'onda di ghiaccio, Arnoldo Mondadori Editore, 2013,  p. 304, ISBN 978-88-04-62735-7.

### Robin
- La leggenda di Robin, Arnoldo Mondadori Editore, 2014,  p. 272, ISBN 978-88-04-63693-9.
- La scelta di Robin, Arnoldo Mondadori Editore, 2014,  p. 280, ISBN 978-88-04-64442-2.
- La vendetta di Robin, Arnoldo Mondadori Editore, 2015,  p. 288, ISBN 978-88-04-64633-4.

### Singoli
- Young cowboys, Arnoldo Mondadori Editore, 2017,  p. 252, ISBN 978-88-04-67620-1.

## Riconoscimenti
- 2014-2015 – Premio Valtenesi, secondo posto per La leggenda di Robin[5]
- 2015 – Premio Racalmare-Leonardo Sciascia-Scuola, secondo posto per La leggenda di Robin[6]
- 2015 – Premio Castello per La leggenda di Robin[7]